# Brothers (film, 2007)
Pour plus de détails, voir Fiche technique et Distribution.
Brothers (兄弟, Hing dai) est un film de gangsters sino-hongkongais réalisé par Derek Chiu et sorti en 2007 à Hong Kong.

## Synopsis
Après une tentative d'assassinat contre leur père (Wang Zhiwen), chef de triade, deux frères (Michael Miu et Eason Chan) se réunissent et doivent décider de la suite des activités criminelles de la famille.

## Fiche technique
- Titre : Brothers
- Titre original : 兄弟 (Hing dai)
- Réalisation : Derek Chiu
- Scénario : Chan Kin-chung et Y. C. Kong
- Photographie : Charlie Lam
- Montage : Kwong Chi-leung
- Musique : Kubert Leung (en)
- Production : Andy Lau et Kent Cheng
- Société de production : Focus Group, Raintree Pictures (en) et Polybona Films
- Société de distribution : Polybona Films
- Pays d'origine :  Hong Kong et  Chine
- Langue originale : cantonais, mandarin, anglais et thaï
- Format : couleur
- Genre : gangsters
- Durée : 100 minutes
- Dates de sortie :
  -  Hong Kong et  Singapour : 18 octobre 2007

## Distribution
- Michael Miu : Tam Chung-yiu, le fils aîné de Tin
- Eason Chan : Tam Chung-shun, le fils cadet de Tin
- Wang Zhiwen : Tam Shun-tin
- Huang Yi (en) : Chong Ching, l'avocate et petite amie de Yiu
- Andy Lau : l’inspecteur en chef Lau Chun-fui
- Elaine Jin : la femme de Tin
- Felix Wong : Ghostie
- Henry Fong : Yim Sai-kau, Oncle Neuf
- Kent Tong : Yim Kwok-kui, le fils d'Oncle Neuf
- Teddy Lin : Chacha
- Yu Rongguang : le surintendant Cheung Man-wah
- Gordon Lam : le sergent Lam Sun
- Cheung Wing-hong et Chan Wing-chun : des officiers de police
- Lam Suet : Vieux fantôme, le père de Ghostie
- Wong Ching : Ho Jau, Oncle Chow
- Benny Li : Tonnerre
- Cheung Siu-fai : le marchand de fruits
- Six-ching Szeto : le maître